# Manuel Montero
Pas d'image ? Cliquez ici

a Compétitions nationales et continentales officielles uniquement.

b Matchs officiels uniquement.
Dernière mise à jour le 17 août 2022.
Manuel Montero, né le 20 novembre 1991 à Buenos Aires (Argentine), est un joueur de rugby à XV international argentin évoluant au poste d'ailier. Il évolue avec le Club Pucará en Championnat de l'URBA depuis 2022. Il mesure 1,94 m pour 105 kg.

## Carrière

### En club
Manuel Montero commence sa carrière professionnelle en 2011 avec le Club Pucará en URBA.
En 2012, il commence à jouer également avec la province des Pampas XV en Vodacom Cup.
Il rejoint en 2016 la nouvelle franchise argentine des Jaguars en Super Rugby.
En 2017, après plusieurs saisons gâchées par des blessures, il n'est pas conservé par les Jaguars et retourne jouer dans son club formateur de Pucará.
Il retrouve un contrat professionnel en 2020, quand il rejoint le nouveau club professionnel paraguayen des Olimpia Lions en Súperliga Americana de Rugby. Il ne joue qu'une seule rencontre, avant que la pandémie de Covid-19 n'interrompt rapidement la saison. 
En 2021, il choisit de rejoindre les Arrows de Toronto en Major League Rugby. Il marque sept essais en dix rencontres avec cette équipe.
Après une saison au Canada, il retourne jouer au niveau amateur argentin avec Pucará en 2022.

### En équipe nationale
Manuel Montero a joué entre 2010 et 2011 avec l'équipe d'Argentine de rugby à sept.
Il participe également au championnat du monde junior 2011 avec l'équipe d'Argentine des moins de 20 ans.
Il a été appelé pour la première fois en équipe nationale à XV en mai 2012 et obtient sa première cape internationale avec l'équipe d'Argentine le 20 mai 2012 à l’occasion d’un match contre l'équipe d'Uruguay.
Il est originellement sélectionné pour participer à la Coupe du monde 2015 en Angleterre, mais doit ensuite déclarer forfait en raison d'une blessure au genou.

## Palmarès

### En club
- Vainqueur de la Vodacom Cup en 2011.

## Statistiques
Au 17 août 2022, Manuel Montero compte 27 capes en équipe d'Argentine, dont 22 en tant que titulaire, depuis le 20 mai 2012 contre l'équipe d'Uruguay. Il a inscrit seize essais (80 points). 
Il participe à trois éditions du Rugby Championship, en 2014, 2016 et 2017. Il dispute sept rencontres dans cette compétition.